# Grand Prix Formule 1 van Hongarije 2022
De Grand Prix Formule 1 van Hongarije 2022 werd verreden op 31 juli op de Hungaroring in Mogyoród nabij Boedapest. Het was de dertiende race van het seizoen.

## Vrije trainingen

### Uitslagen
- Enkel de top vijf wordt weergegeven.

| Vrije training 1   | Pos. | Nr. | Coureur          | Constructeur         | Tijd     |
| ------------------ | ---- | --- | ---------------- | -------------------- | -------- |
| Vrije training 1   | 1    | 55  | Carlos Sainz jr. | Ferrari              | 1:18.750 |
| Vrije training 1   | 2    | 1   | Max Verstappen   | Red Bull Racing-RBPT | 1:18.880 |
| Vrije training 1   | 3    | 16  | Charles Leclerc  | Ferrari              | 1:19.039 |
| Vrije training 1   | 4    | 4   | Lando Norris     | McLaren-Mercedes     | 1:19.299 |
| Vrije training 1   | 5    | 63  | George Russell   | Mercedes             | 1:19.606 |
| Vrije training 2   | Pos. | Nr. | Coureur          | Constructeur         | Tijd     |
| Vrije training 2   | 1    | 16  | Charles Leclerc  | Ferrari              | 1:18.445 |
| Vrije training 2   | 2    | 4   | Lando Norris     | McLaren-Mercedes     | 1:18.662 |
| Vrije training 2   | 3    | 55  | Carlos Sainz jr. | Ferrari              | 1:18.676 |
| Vrije training 2   | 4    | 1   | Max Verstappen   | Red Bull Racing-RBPT | 1:18.728 |
| Vrije training 2   | 5    | 3   | Daniel Ricciardo | McLaren-Mercedes     | 1:18.872 |
| Vrije training 3 * | Pos. | Nr. | Coureur          | Constructeur         | Tijd     |
| Vrije training 3 * | 1    | 6   | Nicholas Latifi  | Williams-Mercedes    | 1:41.480 |
| Vrije training 3 * | 2    | 16  | Charles Leclerc  | Ferrari              | 1:42.141 |
| Vrije training 3 * | 3    | 23  | Alexander Albon  | Williams-Mercedes    | 1:42.381 |
| Vrije training 3 * | 4    | 1   | Max Verstappen   | Red Bull Racing-RBPT | 1:43.205 |
| Vrije training 3 * | 5    | 63  | George Russell   | Mercedes             | 1:43.434 |

Testcoureur in vrije training 1:

 Robert Kubica (Alfa Romeo-Ferrari) reed in plaats van Valtteri Bottas. Hij reed een tijd van 1:21.729 en werd daarmee negentiende.
* Regen tijdens de derde vrije training, Nicholas Latifi voor het eerst op de eerste plaats.

## Kwalificatie
George Russell behaalde de eerste pole position in zijn carrière.
| Pos.                                        | Nr. | Coureur          | Constructeur          | Kwalificatietijden | Kwalificatietijden | Kwalificatietijden | Grid  |
| Pos.                                        | Nr. | Coureur          | Constructeur          | Q1                 | Q2                 | Q3                 | Grid  |
| ------------------------------------------- | --- | ---------------- | --------------------- | ------------------ | ------------------ | ------------------ | ----- |
| 1                                           | 63  | George Russell   | Mercedes              | 1:18.407           | 1:18.154           | 1:17.377           | 1     |
| 2                                           | 55  | Carlos Sainz jr. | Ferrari               | 1:18.434           | 1:17.946           | 1:17.421           | 2     |
| 3                                           | 16  | Charles Leclerc  | Ferrari               | 1:18.806           | 1:17.768           | 1:17.567           | 3     |
| 4                                           | 4   | Lando Norris     | McLaren-Mercedes      | 1:18.653           | 1:18.121           | 1:17.769           | 4     |
| 5                                           | 31  | Esteban Ocon     | Alpine-Renault        | 1:18.866           | 1:18.216           | 1:18.018           | 5     |
| 6                                           | 14  | Fernando Alonso  | Alpine-Renault        | 1:18.716           | 1:17.904           | 1:18.078           | 6     |
| 7                                           | 44  | Lewis Hamilton   | Mercedes              | 1:18.374           | 1:18.035           | 1:18.142           | 7     |
| 8                                           | 77  | Valtteri Bottas  | Alfa Romeo-Ferrari    | 1:18.935           | 1:18.445           | 1:18.157           | 8     |
| 9                                           | 3   | Daniel Ricciardo | McLaren-Mercedes      | 1:18.775           | 1:18.198           | 1:18.379           | 9     |
| 10                                          | 1   | Max Verstappen   | Red Bull Racing-RBPT  | 1:18.509           | 1:17.703           | 1:18.823           | 10    |
| 11                                          | 11  | Sergio Pérez     | Red Bull Racing-RBPT  | 1:19.118           | 1:18.516           |                    | 11    |
| 12                                          | 24  | Zhou Guanyu      | Alfa Romeo-Ferrari    | 1:18.973           | 1:18.573           |                    | 12    |
| 13                                          | 20  | Kevin Magnussen  | Haas-Ferrari          | 1:18.993           | 1:18.825           |                    | 13    |
| 14                                          | 18  | Lance Stroll     | Aston Martin-Mercedes | 1:19.205           | 1:19.137           |                    | 14    |
| 15                                          | 47  | Mick Schumacher  | Haas-Ferrari          | 1:19.164           | 1:19.202           |                    | 15    |
| 16                                          | 22  | Yuki Tsunoda     | AlphaTauri-RBPT       | 1:19.240           |                    |                    | 16    |
| 17                                          | 23  | Alexander Albon  | Williams-Mercedes     | 1:19.256           |                    |                    | 17    |
| 18                                          | 5   | Sebastian Vettel | Aston Martin-Mercedes | 1:19.273           |                    |                    | 18    |
| 19                                          | 10  | Pierre Gasly     | AlphaTauri-RBPT       | 1:19.527           |                    |                    | Pit * |
| 20                                          | 6   | Nicholas Latifi  | Williams-Mercedes     | 1:19.570           |                    |                    | 19    |
| Q1 107% tijd: 1:23.860 (Bron: formula1.com) |     |                  |                       |                    |                    |                    |       |

* Pierre Gasly moest vanuit de pit starten omdat er aan zijn wagen is gewerkt onder Parc Fermé condities.

## Wedstrijd
Max Verstappen behaalde de achtentwintigste Grand Prix-overwinning in zijn carrière.
| Pos.               | Nr. | Coureur          | Constructeur          | Rondes | Tijd / Oorzaak Uitval | Grid | Punten |
| ------------------ | --- | ---------------- | --------------------- | ------ | --------------------- | ---- | ------ |
| 1                  | 1   | Max Verstappen   | Red Bull Racing-RBPT  | 70     | 1:39:35.912           | 10   | 25     |
| 2                  | 44  | Lewis Hamilton   | Mercedes              | 70     | +7.834                | 7    | 19S    |
| 3                  | 63  | George Russell   | Mercedes              | 70     | +12.337               | 1    | 15     |
| 4                  | 55  | Carlos Sainz jr. | Ferrari               | 70     | +14.579               | 2    | 12     |
| 5                  | 11  | Sergio Pérez     | Red Bull Racing-RBPT  | 70     | +15.688               | 11   | 10     |
| 6                  | 16  | Charles Leclerc  | Ferrari               | 70     | +16.047               | 3    | 8      |
| 7                  | 4   | Lando Norris     | McLaren-Mercedes      | 70     | +1:18.300             | 4    | 6      |
| 8                  | 14  | Fernando Alonso  | Alpine-Renault        | 69     | +1 ronde              | 6    | 4      |
| 9                  | 31  | Esteban Ocon     | Alpine-Renault        | 69     | +1 ronde              | 5    | 2      |
| 10                 | 5   | Sebastian Vettel | Aston Martin-Mercedes | 69     | +1 ronde              | 18   | 1      |
| 11                 | 18  | Lance Stroll     | Aston Martin-Mercedes | 69     | +1 ronde              | 14   |        |
| 12                 | 10  | Pierre Gasly     | AlphaTauri-RBPT       | 69     | +1 ronde              | Pit  |        |
| 13                 | 24  | Zhou Guanyu      | Alfa Romeo-Ferrari    | 69     | +1 ronde              | 12   |        |
| 14                 | 47  | Mick Schumacher  | Haas-Ferrari          | 69     | +1 ronde              | 15   |        |
| 15                 | 3   | Daniel Ricciardo | McLaren-Mercedes      | 69     | +1 ronde *            | 9    |        |
| 16                 | 20  | Kevin Magnussen  | Haas-Ferrari          | 69     | +1 ronde              | 13   |        |
| 17                 | 23  | Alexander Albon  | Williams-Mercedes     | 69     | +1 ronde              | 17   |        |
| 18                 | 6   | Nicholas Latifi  | Williams-Mercedes     | 69     | +1 ronde              | 19   |        |
| 19                 | 22  | Yuki Tsunoda     | AlphaTauri-RBPT       | 68     | +2 rondes             | 16   |        |
| 20 †               | 77  | Valtteri Bottas  | Alfa Romeo-Ferrari    | 65     | Motor                 | 8    |        |
| Bron: formula1.com |     |                  |                       |        |                       |      |        |

S Lewis Hamilton reed voor de eenenzestigste keer in zijn carrière een snelste ronde en behaalde hiermee een extra punt.

* Daniel Ricciardo eindigde de race als dertiende maar kreeg een tijdstraf van vijf seconden voor het veroorzaken van een botsing met Lance Stroll.

† Valtteri Bottas haalde de finish niet, maar heeft wel 90% van de race-afstand afgelegd, waardoor hij wel geklasseerd werd.

## Tussenstanden wereldkampioenschap
Betreft tussenstanden voor het wereldkampioenschap na afloop van de race.

### Coureurs
| Pos. | Nr. | Coureur          | Constructeur         | Punten |
| ---- | --- | ---------------- | -------------------- | ------ |
| 1    | 1   | Max Verstappen   | Red Bull Racing-RBPT | 258    |
| 2    | 16  | Charles Leclerc  | Ferrari              | 178    |
| 3    | 11  | Sergio Pérez     | Red Bull Racing-RBPT | 173    |
| 4    | 63  | George Russell   | Mercedes             | 158    |
| 5    | 55  | Carlos Sainz jr. | Ferrari              | 156    |
| 6    | 44  | Lewis Hamilton   | Mercedes             | 146    |
| 7    | 4   | Lando Norris     | McLaren-Mercedes     | 76     |
| 8    | 31  | Esteban Ocon     | Alpine-Renault       | 58     |
| 9    | 77  | Valtteri Bottas  | Alfa Romeo-Ferrari   | 46     |
| 10   | 14  | Fernando Alonso  | Alpine-Renault       | 41     |

### Constructeurs
| Pos. | Constructeur          | Punten |
| ---- | --------------------- | ------ |
| 1    | Red Bull Racing-RBPT  | 431    |
| 2    | Ferrari               | 334    |
| 3    | Mercedes              | 304    |
| 4    | Alpine-Renault        | 99     |
| 5    | McLaren-Mercedes      | 95     |
| 6    | Alfa Romeo-Ferrari    | 51     |
| 7    | Haas-Ferrari          | 34     |
| 8    | AlphaTauri-RBPT       | 27     |
| 9    | Aston Martin-Mercedes | 20     |
| 10   | Williams-Mercedes     | 3      |